# Difusão inicial do cristianismo na Rus'

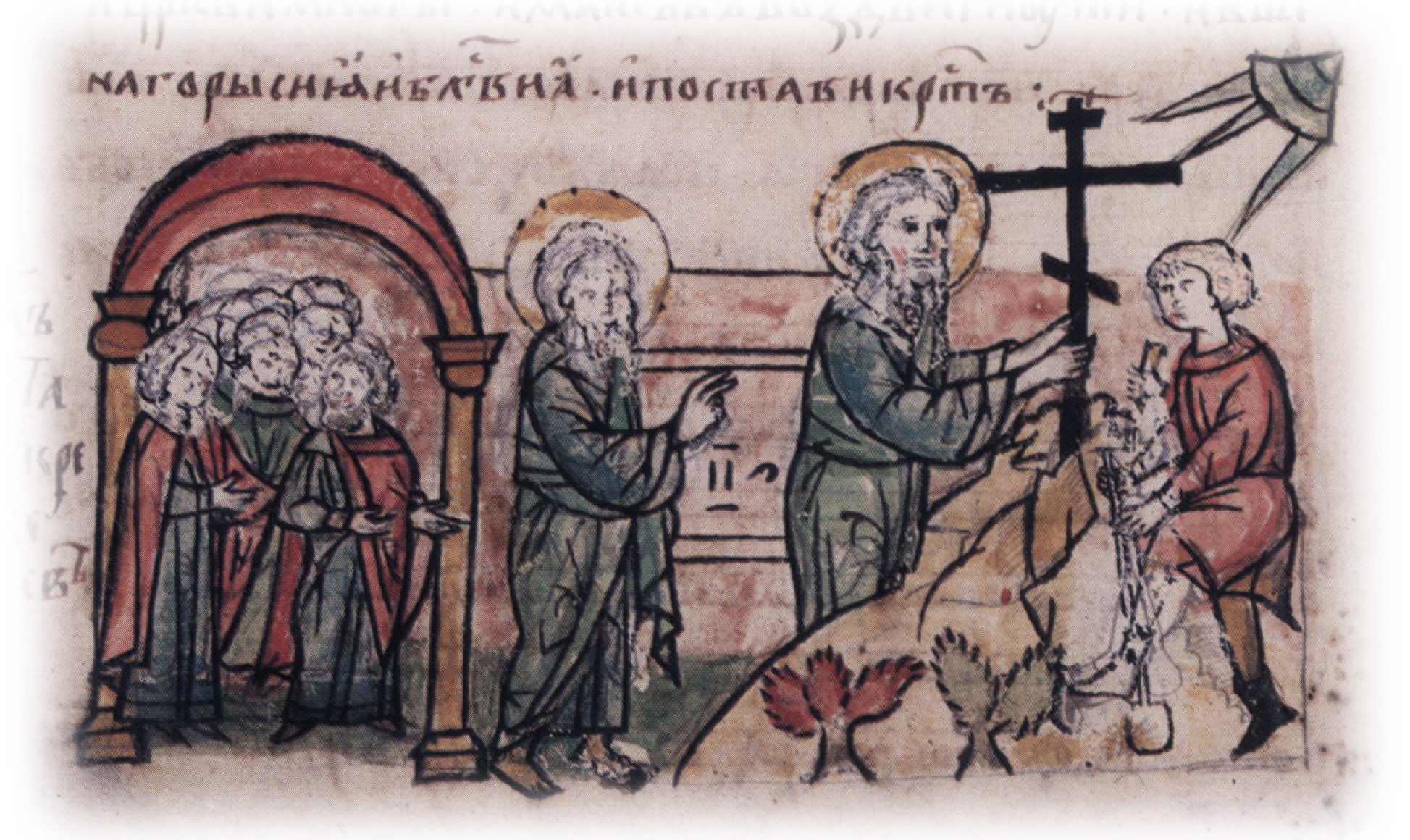
A chegada do Apóstolo André com seus discípulos ao local da fundação de Kiev; A bênção de André deste lugar e a ereção de uma cruz na margem alta do Dnieper (miniatura da Crônica de Radzivill, final do século XV)

O Cristianismo teve uma difusão limitada na Rússia até o Batismo oficial da Rússia sob o príncipe Vladimir Esviatoslaviche. O processo de penetração gradual do Cristianismo começou no séc. IX. Desde meados do terceiro trimestre do séc. X, este processo foi registado em materiais arqueológicos.
No conto completamente lendário contado no “Conto dos Anos Passados” e na longa edição do Prólogo de 30 de novembro (“A Palavra sobre a manifestação do Batismo na Terra Russa do Santo Apóstolo André, que veio para a Rússia”; a crônica foi a fonte da versão do prólogo), a adoção do cristianismo no território da futura Rus está associada ao apóstolo André, o primeiro chamado, que, segundo essas fontes, viajou para o território da Rus e abençoou o local da futura Kiev, ergueu uma cruz, e depois foi para a terra dos eslovenos, para o local da futura Novogárdia. A base da Lenda é a ideia de que a Cítia era o destino apostólico de André. A tradição foi finalmente formalizada em Bizâncio na primeira metade do século IX, em grande parte graças à "Vida do Apóstolo André", do monge Epifânio (entre 815 e 843). A lenda do “Conto dos Anos Passados” tem um caráter inserido, contradizendo o artigo da crônica de 983, segundo o qual não houve pregação apostólica na Rus'. A mesma coisa é dita na história sobre o batismo dos kievanos em 988. O mesmo está no “Sermão sobre Lei e Graça” do futuro metropolita Hilarião de meados do século XI e na “Leitura sobre a vida e destruição dos abençoados portadores da paixão Boris e Gleb” de Nestor de Pechersk.
A conversão ao cristianismo era uma prática bizantina padrão no trato com povos pagãos guerreiros. No século IX, foram feitas tentativas de cristianização em relação à Grande Morávia (862) e à Bulgária (864-920). Ao batizar a elite dominante, Bizâncio, em particular, procurou consolidar os estados pagãos na sua esfera de influência e reduzir o perigo de conflitos militares nas suas fronteiras.
O batismo de esquadrões militares da Rus (“Rosses”) durante suas campanhas na região sul e norte do Mar Negro no final do século VIII - primeira metade do século IX são conhecidos na "Vida de Jorge de Amastrid" e na "Vida de Estêvão de Suroje", originalmente criado no século VIII. O grau de confiabilidade das informações dessas fontes sobre a cristianização da Rus' é discutível. Segundo vários pesquisadores, esta informação da vida de George representa uma interpolação posterior. A menção ao exército russo liderado pelo príncipe Bravlin de Novogárdia está presente apenas na versão russa da vida de Estêvão do século XIV, enquanto a história sobre o ataque a Suroje e o milagre subsequente apareceu, presumivelmente, na fase de edição o monumento no final do século X. A presença de cristãos entre os eslavos orientais já neste período é relatada pelo geógrafo islâmico ibne Cordadebe, autor da obra geográfica “O Livro das Rotas e dos Países”, que fala sobre as mercadorias e rotas dos mercadores russos, a quem o autor entende como “uma variedade de eslavos”. Eles se autodenominavam cristãos e pagavam o poll tax (jizia) no território do califado como não-crentes. Esta mensagem pertence a pesquisadores das décadas de 830 a 840.

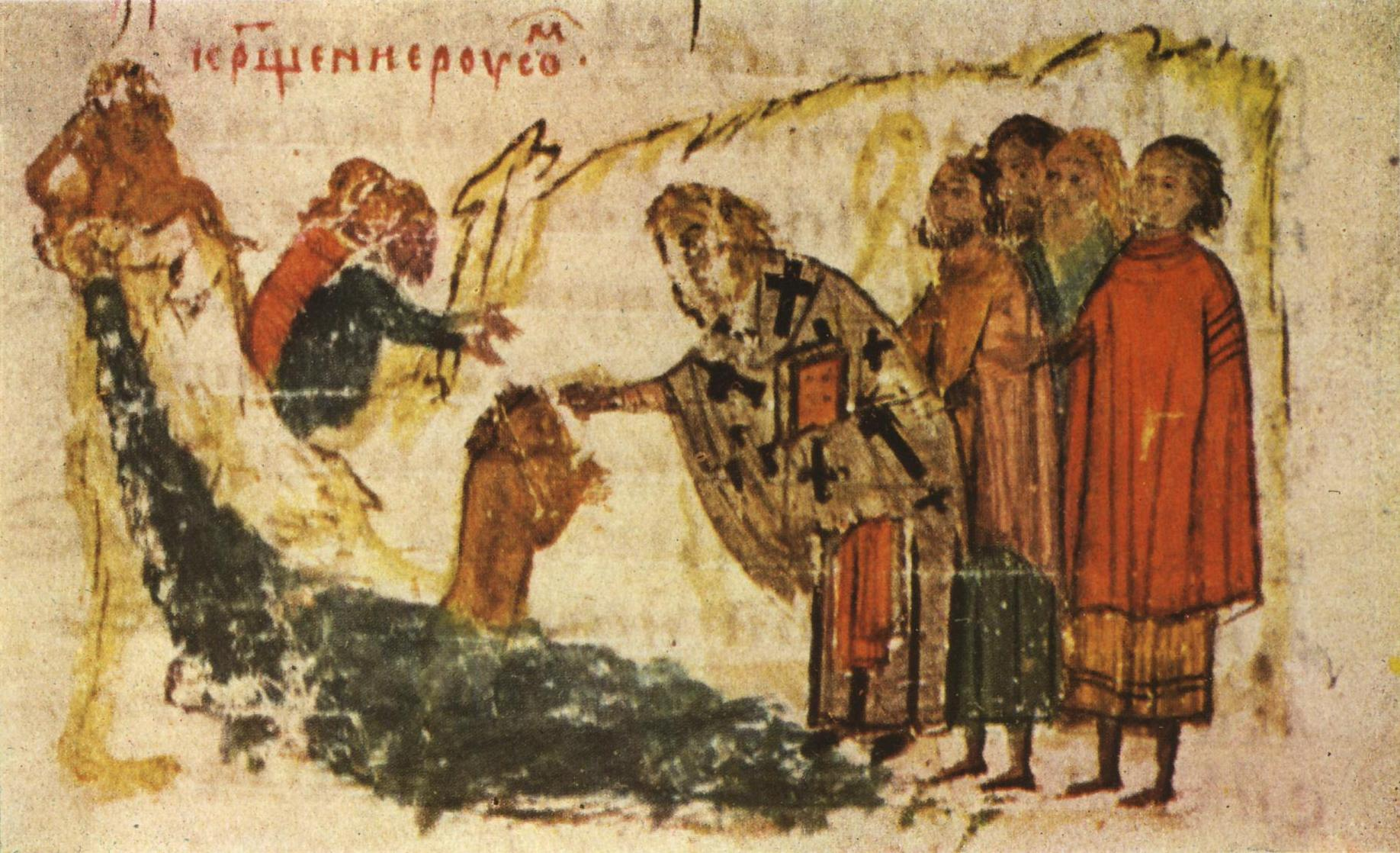
"O Batismo da Rus" (miniatura da lista de Moscou de 1345 da tradução do búlgaro médio da crônica de Constantino Manasses).

A campanha em grande escala da Rússia contra Constantinopla no verão de 860 é geralmente associada ao primeiro batismo da Rússia. A Rus saqueou brutalmente os arredores de Constantinopla. O ataque foi observado pelo patriarca Fócio, que descreveu estes acontecimentos nas homilias "Sobre a Invasão dos Ros". Para proteger a capital, foi realizada ao longo de suas muralhas uma procissão com as vestes da Virgem Maria. Como resultado, os Rus entraram em retirada e, depois de algum tempo, conforme registrado na crônica de Teófanes, o Sucessor (cerca de 950), enviaram uma delegação com um pedido para batizá-los. Na “Epístola Distrital” (866/867), dirigida aos patriarcas orientais, Fócio escreveu que os Rus “mudaram a fé pagã e ímpia em que estavam antes, para a religião pura e genuína dos cristãos” e se colocaram “ na posição de súditos e gente hospitaleira em vez do antigo roubo e grande ousadia contra nós”; que os russos receberam “um bispo e um pastor e com grande zelo e diligência se dedicam aos ritos cristãos”.
O Conto dos Anos Passados data erroneamente a campanha russa de 860 contra Constantinopla como 866 e relata que ela foi liderada pelos príncipes de Kiev, Ascoldo e Dir. Sobre o túmulo de Ascoldo, provavelmente na segunda metade do século XI, foi erguido um templo em nome de São Nicolau, o Maravilhoso. Isto deu origem a suposições de que Ascoldo e Dir tiveram a ideia do batismo da Rússia. Na Crônica de Nicônio do século XVI, que combinou várias fontes, várias campanhas contra Constantinopla são atribuídas a Ascoldo e Dir, e também contém uma mensagem sobre o batismo da Rússia sob o “Príncipe Rustem Oscoldo”, a confiabilidade dos quais muitos pesquisadores, no entanto, duvidam.
O batismo foi acompanhado pela criação de um bispado ou arquidiocese na Rússia, que posteriormente findou. Miguel Iulianoviche Braichevski chamou esse evento de Batismo de Ascoldo. "Na sua opinião, a falta de informação em fontes estrangeiras sobre o batismo da Rus' sob Vladimir deveu-se ao fato de o primeiro ato oficial de introdução do Cristianismo na Rus' ter ocorrido em 860. Após o assassinato de Ascoldo em 882, o Cristianismo deixou de ser a religião oficial, mas do ponto de vista de outros países, a Rússia permaneceu um país cristão".

Na tradição bizantina tardia, o batismo da Rússia é atribuído ao imperador Basílio I, o Macedônio (867-886) e ao patriarca Inácio (847-858, 867-877). “A Biografia do Imperador Basílio”, que foi presumivelmente compilada em meados do século X pelo neto deste último, Constantino VII Porfirogênito, Basílio é apresentado como um educador dos eslavos, em particular, “com generosas distribuições de ouro, prata e mantos de seda, ele também persuadiu o povo irresistível e ímpio de Ros a chegar a um acordo, concluiu tratados de paz com eles, convenceu-os a aderir ao batismo salvador e persuadiu-os a aceitar o arcebispo ordenado pelo patriarca Inácio, que, tendo aparecido em seu país, tornou-se gentil com as pessoas...” Depois, há uma história sobre o milagre do Evangelho ardente: a pedido da Rus, o livro foi jogado no fogo pelo pregador e, quando a chama se apagou, ele permaneceu ileso. Assustados com este sinal, os pagãos foram batizados. Este “segundo” batismo da Rus pelos pesquisadores geralmente remonta a cerca de 874.
No reinado de Basílio, o macedônio, os Ros acreditaram. Embora tivessem prometido ao rei [ser batizados], queriam [ver] um sinal. Mas quando o rei enviou o bispo para lá, eles lhe disseram para jogar o evangelho no fogo. Oh, quão maravilhosas são as tuas obras, Senhor! O fogo foi aceso. O rei (provavelmente um erro, deveria ser o bispo) levantou as mãos para o céu, olhou para cima e disse: "Revele seu nome, ó Cristo, o Senhor". O Santo Evangelho foi colocado no fogo e, depois de ficar algum tempo nas chamas, foi retirado completamente ileso. Os bárbaros que viram isso ficaram assustados, então todos foram batizados.
A conexão entre o primeiro e o segundo batismo é considerada pelos cientistas sob diferentes pontos de vista. Metrofánes Vasilieviche Levchenko, Olegue Mikhailoviche Rapov e Miguel Vadimoviche Bibikov acreditavam que esses eventos foram o resultado de várias missões. Miguel Sergeeviche Grushevski e Vladimir Aleksandroviche Parkhomenko presumiram que, como resultado do primeiro batismo, a hipotética Rússia do Mar Negro foi cristianizada e, como resultado do segundo, a Rússia de Kiev. De acordo com Eugênio Evsigneeviche Golubinski, L. Muller, Alexandre Vasilieviche Nazarenko e Yuri Aleksandroviche Artamonov, Constantino Porfirogênito atribuiu o mérito de Miguel III ao seu avô. A participação do patriarca Fócio na cristianização da Rússia pode ser evidenciada pelo título do Estatuto Eclesiástico de Vladimir (“O Estatuto do Príncipe Vladimir sobre dízimos, tribunais eclesiásticos e o clero”) dos séculos XI a XII, segundo a qual o príncipe Vladimir Esviatoslaviche “recebeu o santo batismo de ... patriarca Fócio”.
Nos primeiros tratados conhecidos entre a Rus e Bizâncio, em 907 e 911, concluídos pelo príncipe Olegue de Kiev, textos que são mantidos na estrutura "Conto dos Anos Passados", os rus pagãos se opõem consistentemente aos gregos cristãos. Na conclusão do tratado de 907, os rus pagãos, sob a liderança do príncipe Olegue, juraram por suas próprias armas e "Perun, seu deus, e Volos, o deus do gado". No texto do tratado de 911, os rus pagãos também se opõem aos "cristãos", ou seja, os gregos: "любовь бывшую межи хрестьяны и Русью", "аще убьет или хрестьанина русин или хрестьянин русина", etc..

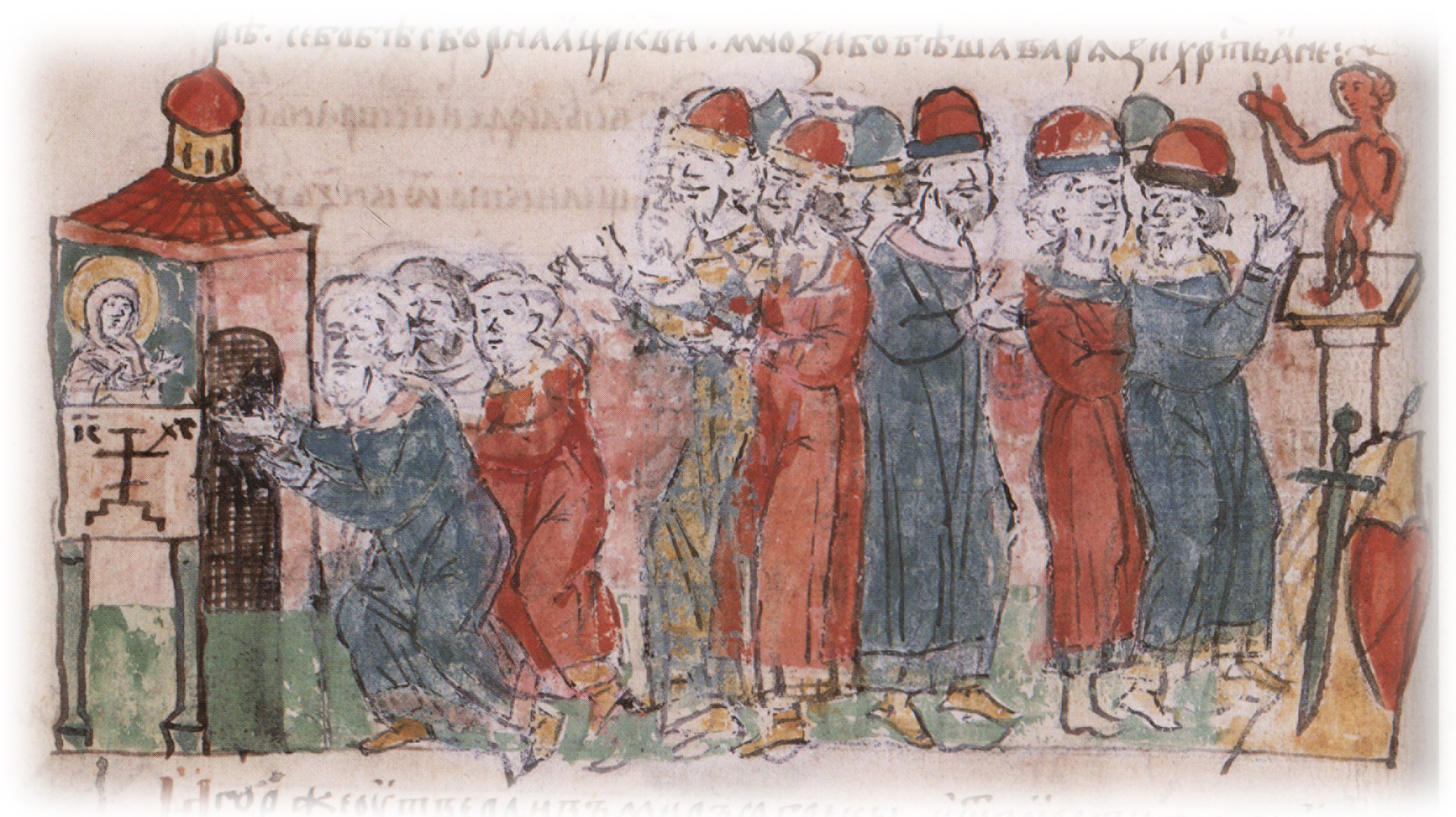
Juramento de Igor e seus companheiros pagãos em uma colina em frente à figura de perun, e cristãos na Igreja de Santo Elias. (Miniatura da Crônica de Radziwill, final do séc. XV)

Mas já o tratado rus-bizantino de 944, celebrado pelo príncipe Igor, previa aos rus tanto um juramento pagão, feito por Igor e parte de sua nobreza sobre armas e ouro diante de Perun, quanto um juramento cristão. Este último foi "batizado" na igreja catedral do profeta Elias em Kiev. Na opinião de Iana Malingudi e Aleixo Petroviche Tolochko, o cronista se enganou com a localização dessa igreja, e os rus cristãos fizeram um juramento na igreja de Santo Elias no palácio, em Constantinopla. De acordo com Yuri Aleksandroviche Artamonov, essa hipótese não é confirmada pelas fontes e contradiz a instrução direta de "Conto dos Anos Passados" de que o juramento foi feito na presença dos embaixadores de Bizâncio que chegaram a Kiev.

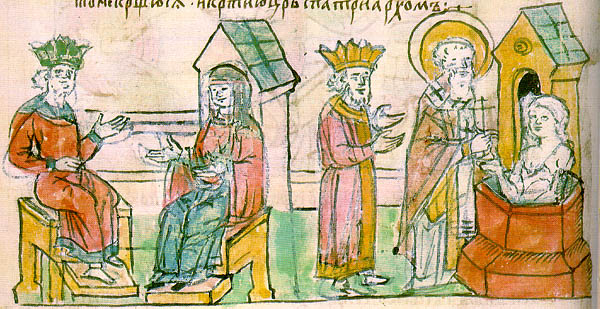
O batismo de Olga em Constantinopla (Miniatura da Crônica de Radziwill, final do séc. XV).

Em 957, a princesa Olga foi batizada; outras datas desse evento também são oferecidas. Em 957, Olga, com uma grande delegação, fez uma visita oficial a Constantinopla, conhecida na descrição das cerimônias da corte pelo imperador Constantino Porfirogênito na obra "Cerimônias", e foi acompanhada pelo padre Gregório. O imperador chama Olga de governante (arcontisa) da Rus, o nome de seu filho Esvetoslau I (na enumeração do séquito é especificado "povo de Esvetoslau") é mencionado sem um título. Olga buscou o batismo e o reconhecimento da Rus por Bizâncio como um império cristão igual. No batismo, ela recebeu o nome de Elena. Entretanto, de acordo com alguns historiadores, não foi possível chegar a um acordo imediato sobre a aliança. Em 959, Olga aceitou a delegação grega, mas se recusou a enviar um exército para ajudar Bizâncio. No mesmo ano, ela enviou embaixadores ao imperador germânico Otão I com a solicitação de enviar bispos e padres e estabelecer a Igreja na Rus. Essa tentativa de jogar com as contradições entre Bizâncio e o Império Germânico foi bem-sucedida, e Constantinopla fez concessões, concluindo um acordo mutuamente benéfico, e a delegação germânica liderada pelo bispo Adalberto de Magdeburgo voltou sem nada, e alguns de seus participantes foram mortos. Em 960, o exército rus partiu em auxílio aos gregos, lutando em Creta contra os árabes sob a liderança do futuro imperador Nicéforo Focas.
Macário Bulgakov, Eugênio Evsigneeviche Golubinski, Antonio Vladimiroviche Kartashev e outros acreditavam que a política pró-cristã era seguida pelo príncipe de Kiev, Jaropolco Esviatoslaviche. Essa suposição baseia-se principalmente em algumas fontes tardias dos séculos XVI-XVIII. A crônica de Nicônio em 978/979 menciona a chegada a Jaropolco de embaixadores "de Roma, do Papa". De acordo com Alexandre Vasilieviche Nazarenko, esse texto pode ser um eco da aliança rus-germânica da década de 1070, que resultou no casamento de Jaropolco com a neta de Otão I e no aparecimento de missionários germânicos na Rus. Basílio Nikitiche Tatishchev, baseando-se na crônica de Joaquim, que é conhecida apenas por trechos do próprio Tatishchev e cuja autenticidade é discutível, que caracteriza Jaropolco como um cristão manso, misericordioso e amoroso, o que foi a razão de sua impopularidade entre os guerreiros e de sua derrota no confronto com seu irmão Vladimir Esviatoslaviche. O cronista de Piskarevski do início do século XVII relata: "Бысть княжения Ярополча 50 лет, а во крещении княжив 17", o que entra em contradição com "Conto dos Anos Passados", de 1044, que contém evidências de que Jaroslau I, o Sábio e ordenou a escavação e o batismo dos restos mortais de Jaropolco.
Dados arqueológicos confirmam o início da disseminação do cristianismo na Rus antes do ato oficial do batismo. O início da cristianização da Rus é documentado pela disseminação de antiguidades cristãs - cruzes peitorais, velas, etc., principalmente em complexos funerários da drujina. Foram registrados desde meados do terceiro trimestre do séc. X em uma rede de pontos-chave do antigo Estado rus - em cidades e em pogosts (centros da drujina e assentamentos de comércio e artesanato): em Kiev, Gnezdovo (perto de Esmolensco), Shestovitsa (perto de Chernigov), Timerov (perto de Iaroslavl) e outros. São conhecidas moedas (bizantinas com imagens cristãs e orientais, dirrãs samânidas) com o grafite aplicado a elas (na Rus), representando a cruz e o martelo de Thor. Essas moedas de Bizâncio eram carregadas como ícones. Além disso, cruzes foram esculpidas em dirrãns. Grafites na forma de cruzes e do martelo de Thor podiam ser representados em objetos do cotidiano. Os pingentes em forma de cruz feitos de prata, incluindo os esculpidos em dirrãns, são característicos do estágio inicial da cristianização (da metade à segunda metade do séc. X). Eles foram encontrados em Gnözdov, Kiev, Timerov, no território de Iskorosten e na necrópole de Pskov. O fluxo de moedas nas rotas internacionais era controlado e distribuído pela comitiva principesca, cuja religião estava se tornando sincrética. Essa era pré-cristã, em contraste com a posterior, de acordo com o historiador Vladimir Yakovleviche Petrukhin, pode ser considerada um período de "dupla fé".